# Karlovčić
Karlovčić (sr:Карловчић) je selo u Srbiji,Vojvodina, Sremski okrug. Selo se nalazi u općini Pećinci.
Selo po popisu iz 2002. godine ima 1.243, dok je 1991. imalo 1.224 što je mali porast stanovništva.

## Etnički sastav 2002.
- Srbi-         1112 89,46%
- Romi -          26 2,09%
- Jugoslaveni -    10 0,80%
- Hrvati -         2 0,16%
- Slovenci -        1 0,08%
- Slovaci -         1 0,08%
- Rusi -            1 0,08%
- Makedonci -       1 0,08%
- Bugari -         1 0,08%
- nepoznati -          77 6,19%